# Brzoza (powiat toruński)
Brzoza – wieś w Polsce położona w województwie kujawsko-pomorskim, w powiecie toruńskim, w gminie Wielka Nieszawka, przy trasach linii kolejowej Toruń – Włocławek i drogi krajowej nr 91. Według Narodowego Spisu Powszechnego (III 2011 r.) wieś zamieszkuje 155 osób. Jest najmniejszą spośród 4 miejscowości gminy Wielka Nieszawka. Nieopodal miała miejsce największa katastrofa kolejowa w Polsce. W latach 1975–1998 miejscowość należała administracyjnie do województwa toruńskiego. Przez Brzozę przebiega  szlak turystyczny im. S. Noakowskiego.

## Historia
- 2. połowa XII w. – okolice Brzozy należały do Sasina Januszowica (do czasów rozbiorów wieś w posiadaniu biskupów włocławskich)
- 1737 – biskup Krzysztof Antoni Szembek osadził w Brzozie olendrów
- 1780 – biskup Józef Ignacy Rybiński przedłużył olędrom kontrakt osadniczy
- 1807 – wieś przeszła wraz z dobrami raciążskimi nadaniem Napoleona w ręce marszałka Soult
- 1813 – car Aleksander I przyłączył Brzozę wraz z donacją raciążską do Skarbu Królestwa Polskiego
- 1862 – przy Brzozie przeprowadzono linię kolejową
- 19 sierpnia 1980 – największa dotychczas w dziejach Polski katastrofa kolejowa pomiędzy stacją Otłoczyn i przystankiem osobowym Brzoza Toruńska upamiętniona przez wzniesiony na miejscu tragedii pomnik.